# Warangal (stad)
Warangal is een stad in de staat Telangana in India. De stad ligt 157 kilometer ten noordoosten van Haiderabad en telde in 2001 528.570 inwoners.
Warangal is de hoofdplaats van de districten Warangal Rural en Warangal Urban. Tot 2016 waren deze gebieden verenigd in één district.

## Bezienswaardigheden
- Warangal Fort - een fort uit de 13e eeuw.
- Allerlei tempels, zoals de Duizend Pilaren Tempel, de Bhadra Kali Tempel en de Siddeshwara Tempel.